# James Harper (Verleger)
James Harper (* 13. April 1795 in Newtown, Long Island; † 27. März 1869) war ein US-amerikanischer Verleger und Politiker. Er war Mitgründer von Harper & Brothers, einem Vorläufer von HarperCollins, und Bürgermeister von New York in den Jahren 1844/1845.

## Leben

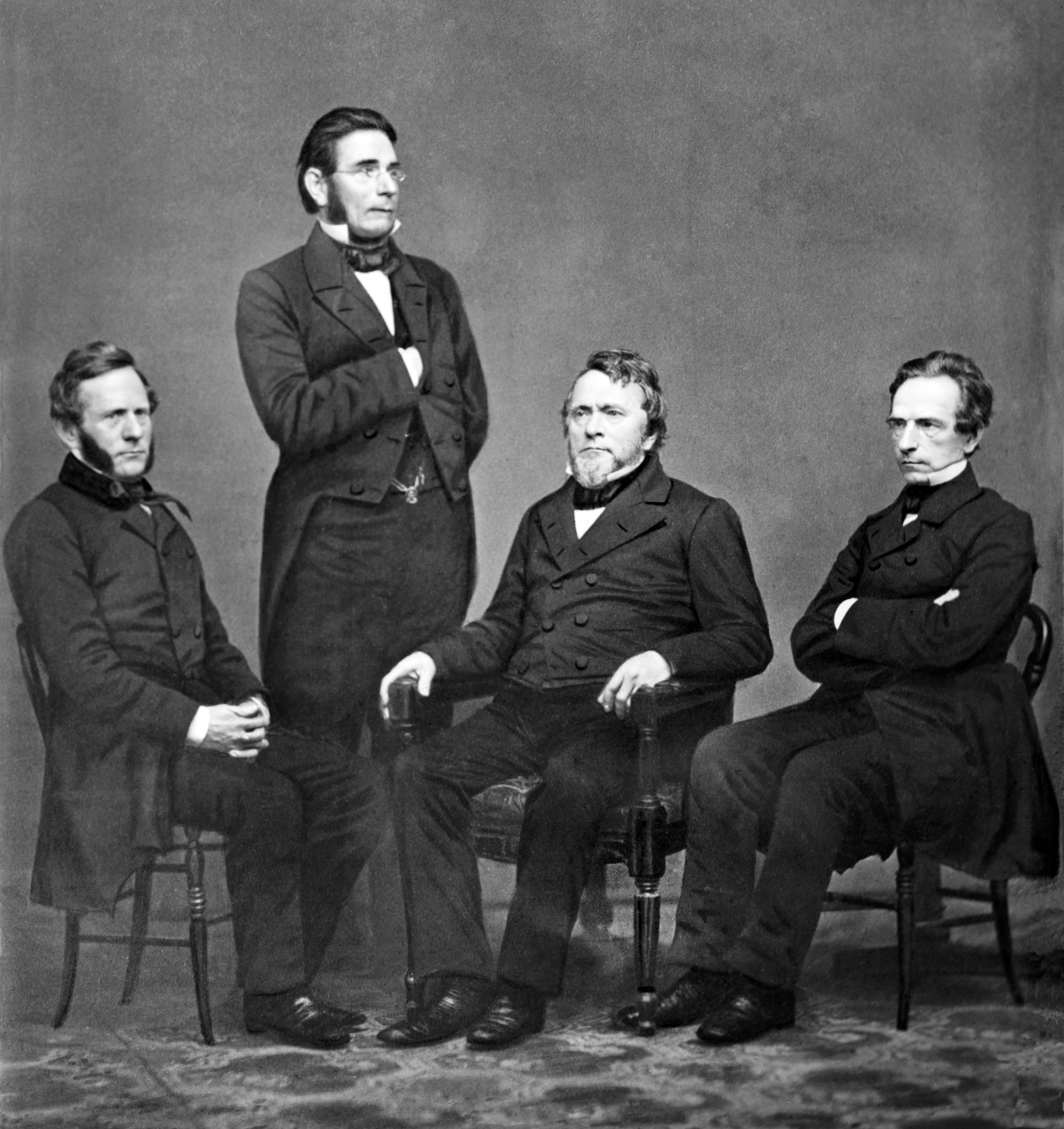
James (stehend) mit seinen Brüdern Fletcher, John und Joseph (v.l.n.r)

Harper wurde als ältester von vier Söhnen von Joseph und Elizabeth Kolyer Harper geboren. Er wurde methodistisch erzogen und besuchte nur unregelmäßig die Schule, da er oft bei der Farmarbeit helfen musste. Im Alter von 16 Jahren ging er nach New York, um bei dem Unternehmen Paul & Thomas, dessen Mitbesitzer ein Freund der Familie war, das Druckerhandwerk zu erlernen. In dieser Zeit freundete er sich mit dem ebenfalls als Druckerlehrling dort beschäftigten Thurlow Weed an, dem er später seine politischen Kontakte verdankte.
Mit dem nächstjüngeren Bruder John (1797–1875) gründete er 1817 die Druckerei J. & J. Harper. Die jüngeren Brüder Joseph Wesley (1801–1870) und Fletcher (1806–1877) traten später ebenfalls in das Unternehmen ein, die durch die geschickte Unternehmenspolitik der Brüder bis 1825 zur größten Buchdruckerei in New York gewachsen war. Es wurden vor allem literarische Werke europäischer und amerikanischer Autoren, aber auch philosophische Werke herausgegeben. 1833 wurde der Unternehmensname (Firma) in Harper & Brothers geändert. Einer der ersten großen Erfolge des Verlags war das Buch Awful Disclosures von Maria Monk, das in 300.000 Exemplaren verkauft wurde. Dank eines Gesetzes des Staats New York gewann das Unternehmen 1838 einen Kontrakt zur Ausstattung zahlreicher Schulbibliotheken. Große Erfolge des Verlags waren ferner Harper’s Family Library und die New England School Library.
1844 trat Harper für die nativistische American Republican Party, einen Vorläufer der Know-Nothing Party, bei den Bürgermeisterwahlen an und gewann gegen den Locofoco- und den Whig-Kandidaten. Als Bürgermeister begann er (nach Plänen von Peter Cooper) den Aufbau der ersten städtischen Polizeitruppe (heute New York City Police Department) und Pläne für den Bau einer städtischen Kanalisation. Schon 1845 übernahm aber die als korrupt geltende Tammany Hall wieder die Kontrolle über den Bürgermeisterposten.
1850 wurde, basierend auf einer Idee Harpers, die erste Ausgabe von Harper’s Monthly Magazine herausgegeben. Die Kontrolle über das Blatt übernahm sein Bruder Fletcher. 1857 kam Harper’s Weekly dazu. Von 1861 bis zu seinem Tod war Harper Mitglied des Verwaltungsrats des Vassar College in Poughkeepsie.
Harper war mit Maria Arcularius verheiratet, mit der er einen Sohn hatte und die 1847 starb. Er heiratete danach Julia Thorne, die ihm einen Sohn und zwei Töchter gebar.
Am 25. März 1869 wurde Harper bei einem Unfall seiner Kutsche aus dem Gefährt geworfen und starb zwei Tage später im Krankenhaus. Er ist auf dem Green-Wood Cemetery in Brooklyn beerdigt.
Die Harper Avenue im Stadtteil Bronx wurde nach James Harper benannt.
| Vorgänger     | Amt                                       | Nachfolger                  |
| ------------- | ----------------------------------------- | --------------------------- |
| Robert Morris | Bürgermeister von New York City 1844–1845 | William Frederick Havemeyer |

| Personendaten    | Personendaten                            |
| ---------------- | ---------------------------------------- |
| NAME             | Harper, James                            |
| KURZBESCHREIBUNG | US-amerikanischer Verleger und Politiker |
| GEBURTSDATUM     | 13. April 1795                           |
| GEBURTSORT       | Newtown, Long Island                     |
| STERBEDATUM      | 27. März 1869                            |